# Georges Gros
 (juin 2020).
Pour les articles homonymes, voir Gros.
Georges Gros, en occitan Jòrgi Gròs, né le 8 décembre 1922 à Nîmes (Gard) et mort le 16 février 2018 à Nîmes, est un enseignant, conteur et écrivain français de langue occitane.

## Biographie
Enseignant, membre de l'école Freinet, il a été un des moteurs de l'occitanisme dans la région du Gard.
En hommage à son action, une des deux calandretas de Nîmes porte son nom.
Il reçoit notamment le prix Joan Bodon en 1990.

### Descendance
Il est le père de la poétesse Martine Gros-Aguilera née en 1948, et de la conteuse et écrivaine Lise Gros, née en 1943.
Donnant dans la poésie et le roman, cette dernière est animée par le désir de « faire parlar lo pais »
(« faire parler le pays »).

## Œuvres
- 1989 : Ieu, Bancel, oficièr d'Emperi, roman, traduction française d'Aimé Serre, Institut d'études occitanes / Marpoc
- 1975 : Cité nouvelle
- 1984 : Lo batèu de pèira, roman, Ed A tots. Institut d'Estudis Occitans,
- 1982 : Contes de la Placeta e dau Cors Nòu, Ed Marpoc Vivre Nîmes
- 1989 : Sornetas e cançonetas, CDDP
- 1985 : Còntes de la planeta e dau planàs, Ed Romec Nîmes
- 1997 : Còntes de la Fònt de Nimes, Marpoc Mar e Mont
- 1995 : Paraulas per una ciutat, nouvelles avec le Lycée Camargue
- 2006 : Ai bèus jorns, nouvelles, Ed Marpoc
- 2009 : Ai ribas de la mar bèla, Ed IEO Lengadòc
- 2009 : Contes de la garriga nauta, Sceren CRDP
- 2014 : Lei bugadièiras blavas, Cronicas d'una pantaissada
- 1990 : Chansons 27 pour le groupe Masc (CD Légendaire du pays de Nîmes)
- 1946 : Louis XI, pèlerin à Saint-Claude, en Comté

### Traductions en occitan
- L'embarras de la foire de Beaucaire, avec Jean-Marie Marconot, Ed Lacour, 1993

### Scénario
- Lo chuc de la pèira, vidéo de Claude Queyrel

### Essais
- Nîmes hier/demain, avec Jean-Marie Marconot, Ed Lacour, 1990
- La Placette, nombril du monde, Ed Lacour, 1998
- Figures nîmoises dans les contes, avec Jean-Marie Marconot, Ed Riresc, 2001